# История евреев в Египте

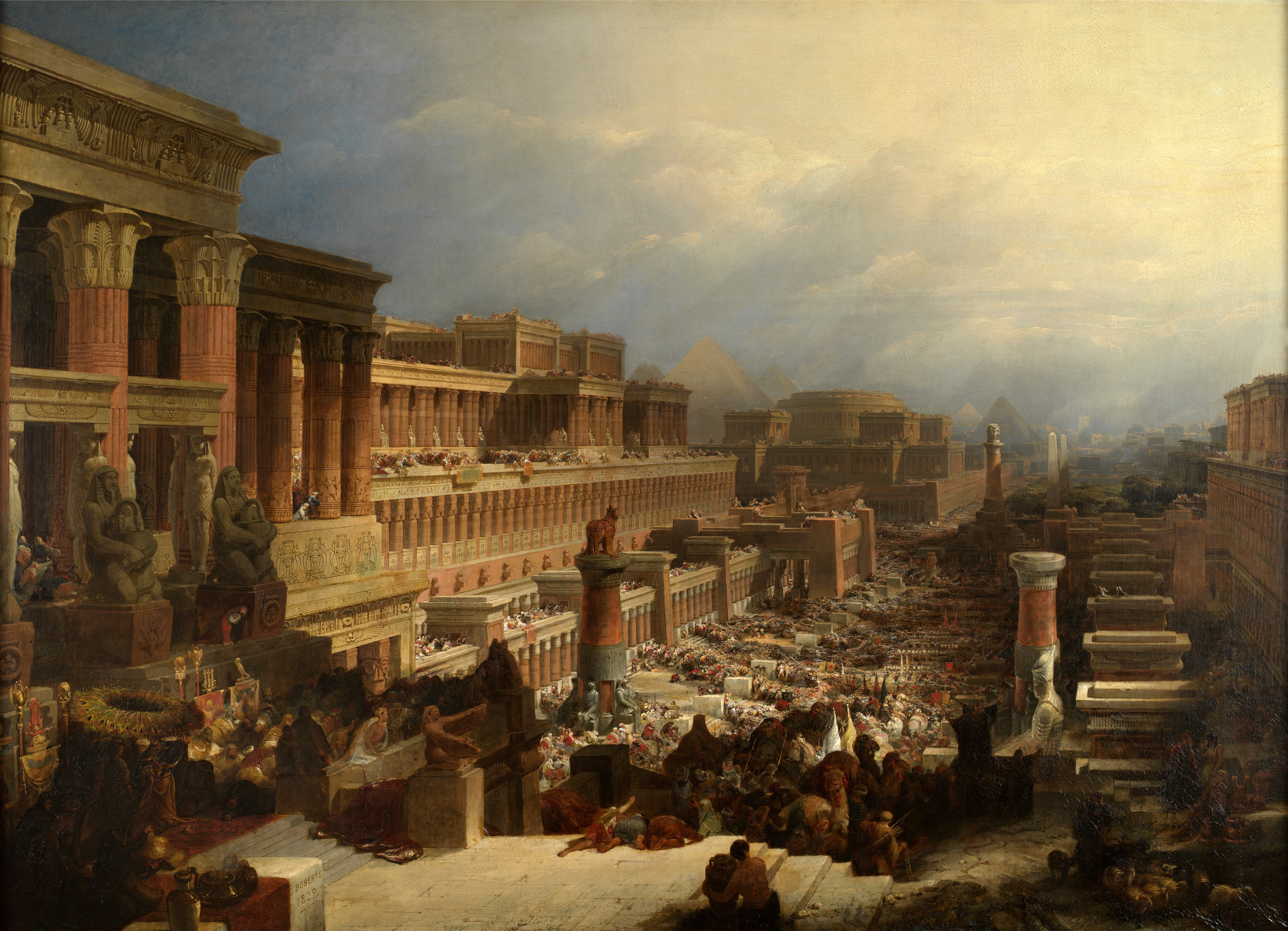
Исход евреев из Египта. Одна из главных страниц истории еврейского народа

Египетские евреи — евреи, проживавшие в Египте, а также в разное время эмигрировавшие из него в другие страны (в основном, в Израиль, США, страны Латинской Америки и Европы), и их потомки.
Египет является страной, с которой традиционно связывают историю формирования еврейского народа в XVI — XIV век до н. э.
В историческое время евреи поселились в Египте после падения Иудейского царства, разрушения Первого храма Навуходоносором, и череды последовавших неудачных восстаний. Около двух тысяч лет спустя к ним присоединились многочисленные евреи с Пиренейского полуострова, сначала бегущие от преследования фанатичных мусульманских властей, а затем изгнанные из христианской Испании. Вплоть до начала XX века Египет неоднократно принимал волны еврейских иммигрантов и беженцев, в том числе и из Российской империи. В самом Египте выходцы из многих общин в течение длительного времени сохраняли свою прежнюю идентификацию и не образовали единого этноса.
К началу XX века в Египте проживало около 100 000 евреев. Однако геополитическая ситуация на Ближнем Востоке и политические перемены внутри современного Египта в XX веке во многом стали причиной, повлёкшей за собой «угасание» египетской еврейской общины, к началу XXI века еврейское население сократилось до ста пожилых людей.

## История
История евреев в Египте насчитывает более 3300 лет и неразрывно связана с формированием израильского народа и его религиозными верованиями.

### Древнейшая (библейская) история евреев в Египте

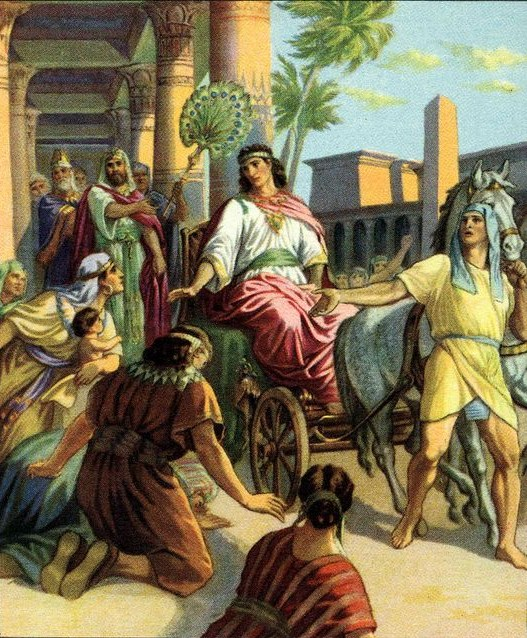
Согласно библейской традиции, Иосиф был фактически правителем Египта.

Согласно Библии и еврейским традиционным писаниям, Авраам, родоначальник евреев, пробыл некоторое время в Египте, его правнук Иосиф был продан измаильтянами в рабство в Египет, но благодаря своей мудрости и рассудительности стал могущественным наместником фараона и фактически правителем. Во время голода, отец Иосифа Иаков со всеми своими сыновьями, прибыл в Египет, где Иосиф открылся им, простил своих братьев и предложил поселиться в Египте. По просьбе Иосифа, фараон отвёл его роду богатый округ Гесем. Иаков, 10 его сыновей и 2 внука (Манассия и Ефрем — сыновья Иосифа) считаются прародителями 12 колен Израилевых, племён, которые образовали израильский народ.
Через несколько поколений новый фараон усомнился в их преданности и начал угнетать евреев в Египте. Тогда, согласно Библии, пророк Моисей из колена Леви получил повеление от Бога освободить еврейский народ от египетского рабства и после 10 казней фараон фактически выгнал израильтян из Египта (Исход). После 7 недель странствий по Синайской пустыне израильтяне подошли к Горе Синай, где Моисей получил от Бога Десять заповедей.
Согласно еврейской традиции, Исход из Египта и принятие законов Торы стало краеугольным камнем в истории формирования еврейского народа и важнейшим этапом в становлении самосознания еврейского народа как единого целого. Альтернативную библейской версию этого рассказа приводит в своём сочинении «Египтика» александрийский историк Манефон.

### Евреи в Древнем Египте
По легенде, основанной на библейских источниках, царь Соломон покончил полутысячелетнюю вражду евреев и египтян в X веке до н. э., взяв в качестве первой жены, принявшую иудаизм, дочь египетского фараона; в Египте же нашёл убежище Иеровоам, восставший против Соломона. После смерти Соломона, во время правления его сына Реховама, Иеровоам (вероятно, ставленник фараона Шешонка) стал первым царём отделившихся десяти колен, или северного Израильского царства. О постоянном поселении евреев в Египте в тот период достоверно неизвестно, но после поражения Иудеи в войне с Вавилоном и разрушения Храма Соломона в 597 году до н. э., часть евреев нашла убежище в Египте. После неудачного мятежа, во время которого был убит вавилонский наместник Гедалия, пророк Иеремия был уведён мятежниками в Египет.

### Евреи в эллинистическом Египте

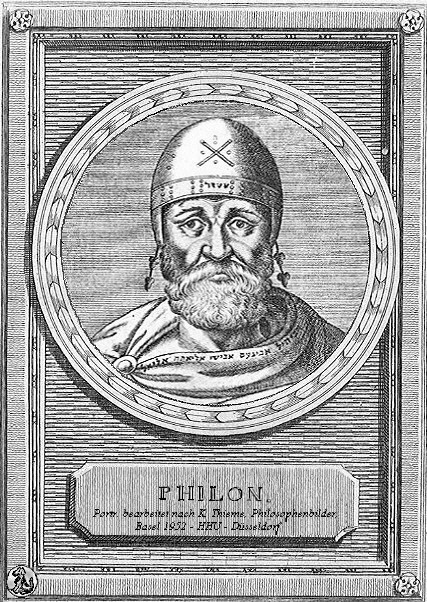
Филон Александрийский, александрийский еврей, религиозный мыслитель и выдающийся представитель еврейского эллинизма начала I-го века н. э.

История александрийских евреев начинается с основания города Александром Великим в 332 году до н. э. Уже в III веке до н. э. они составляли очень крупную часть городского населения: в эпоху первых Птолемеев число евреев доходило до 100 тыс., позднее, при преемниках Александра — до 200 тыс..
Первыми Птолемеями евреям были отведены особые кварталы в городе, и, при исполнении предписаний закона, они не встречали препятствий от постоянного соприкосновения с языческим населением. Местоположение этого древнего еврейского квартала — существование которого засвидетельствовано также Страбоном — может быть определено с известной точностью, так как Апион насмешливо обращается к евреям, как к народу, живущему на бесприютном берегу, на что Иосиф возражает, что это — отличное местоположение, так как вследствие этого они живут по соседству с царским дворцом. Дворец был построен на косе, называемой Лохиадой (мыс Лохиада), а гавань находилась поблизости от него, к западу от Лохиады. То есть евреи населяли ту часть города, которая простиралась к востоку от дворца.
Также весь город был разделён на пять участков, которые носили имена пяти первых букв греческого алфавита. Из этих пяти участков два назывались еврейскими, так как большую часть населения в них составляли евреи. По свидетельству Иосифа Флавия, четвёртый участок («Дельта») был населен евреями. При Филоне, по его словам, еврейские жилища были рассеяны по всему городу; даже синагоги находились во всех частях города. Некоторые синагоги обладали даже правом убежища наравне с языческими храмами.
По своему общественному положению александрийские евреи занимали видное место; они пользовались большей степенью автономии, чем в других местах диаспоры, составляя независимую политическую общину рядом с такой же общиной языческого населения. Страбон описывал их организацию: «Во главе их стоит этнарх, который правит народом и судит его и, подобно правителю независимого города, обращает особое внимание на строгое исполнение обязательств и на повиновение различным постановлениям». При Августе единоличного главу — алабарха — заменила «герусия» (совет старейшин). Вследствие своей изолированности александрийские иудеи могли беспрепятственно исполнять свои обряды и автономно устраивать свои гражданские дела. Единственное ограничение, которое им приходилось терпеть, заключалось в публичном надзоре, порученном представителю царя, а впоследствии императора. Декрет, которым Август закрепил права евреев, в особенности гражданские права александрийских евреев, был вырезан на медной доске, которая существовала ещё при Иосифе Флавии. Филон также подчеркивает, что евреи пользовались одинаковыми гражданскими правами с александрийцами (то есть александрийскими гражданами), а не с египтянами. Богатые евреи занимали иногда должность «алабарха», как, например, Александр, брат философа Филона, а позднее известный Деметрий. Замечание Иосифа Флавия, что римские императоры оставили александрийских евреев «в должностях, которые были предоставлены им прежними царями», — именно «контроль над рекой» — относится, скорее, к фискальным функциям евреев в качестве алабархов. Под «контролем над рекой» надо понимать сбор налогов с речной торговли.

### Евреи в римское правление Египта
При римских императорах права евреев не изменились: евреи египетской провинции имели специальное разрешение, освобождавшее их от культа императоров, противоречившего их религии. Тем не менее случались столкновения с пролитием крови; римские императоры не несли ответственности за эти печальные случаи, причиной которых была, главным образом, глубоко укоренившаяся взаимная враждебность языческого и еврейского населения. Взаимная ненависть обуславливалась религиозными особенностями евреев и египтян и была одинаково сильна с обеих сторон: пламя народных страстей вспыхивало то с одной, то с другой стороны. Такие натянутые отношения существовали и в других городах, в особенности там, где евреи пользовались гражданскими и политическими правами. Однако в Александрии положение было особенно опасным, так как евреи являлись могущественным элементом в городе. Обострение отношений было вызвано, как предполагают авторы «ЕЭБЕ», и экономическими причинами, — в условиях, когда евреи были кредиторами.
Вместо евреев Рим ставил греков, что стало началом антагонизма между евреями и греками, со временем эти социальные противоречия усиливались, и приводили к вспышкам насилия. В 38 году н. э., в период правления римского императора Калигулы, александрийские греки осквернили синагоги и установили в них статуи императора, евреи были заперты в еврейские кварталы, а их дома разграблены. Еврейская община Александрии была почти полностью уничтожена армией Траяна во время еврейского восстания 115 год н. э.—117 год н. э. годов.

### Евреи на этапе зарождения христианства в Египте
В I веке н. э. христианство быстро распространялось по всей Римской Империи, в том числе и в Египте. Одним из главных центров христианства стала Александрия. В ходе распространения христианства усиливались противоречия между христианством и иудаизмом, а в 415 г., после прокатившейся череды погромов, александрийский патриарх Кирилл изгнал евреев из города. Это было первым в истории изгнанием евреев из христианских стран.

### Евреи после покорения Египта арабами (640—1250 гг.)
Египетские евреи, наряду с коптами и прочими христианами-монофизитами, угнетёнными патриархом Киром, приветствовали вторжение арабов в Египет в 640 г. При сдаче Александрии 8 ноября 641 г., арабы позволили 40 000 александрийских евреев остаться в городе.
В следующие несколько сот лет при арабском мусульманском владычестве в Египте происходит бурный рост еврейской общины, пополняемой евреями из Сирии и Ирака, образовываются собственные общины выходцев из разных стран со своими синагогами и судами. Египетские евреи также учреждают свои независимые органы общинной власти: официального главу еврейской общины нагид и его заместителя мешуллам. При нагиде действует еврейский религиозный суд (бейт дин), в котором заседают от трёх до семи членов. Нагид был наделён достаточно широкими полномочиями, он мог принимать решения по гражданским и уголовным делам общины, назначал раввинов, отвечал за сбор податей, наказывал и сажал в тюрьму провинившихся. Однако, египетские евреи, как и во всех мусульманских странах, получают статус зимми («люди договора»).
С VIII — IX веков отмечается высокий уровень еврейского образования в Египте. Так, например, еврейский философ, языковед и поэт Саадия Гаон (882-942 г.) родился и получил глубокое и разностороннее образование именно в Египте. Мусульманские правители Египта предоставляли египетским евреям возможность совершать паломничество в Иерусалим, что продолжалось вплоть до первого крестового похода в 1096-97 гг., после чего в Египте нашла убежище часть палестинских евреев.
При правлении халифа ал-Азиза (975—996 гг.) крупнейшими торговцами в Александрии были евреи, они контролировали торговлю в Индийском океане. Ростовщичество было одной из сфер деятельности, которая почти безраздельно принадлежала александрийским еврейским банкирам, они кредитовали даже халифов и визирей, причём ставка кредита иногда достигала 30 %.
Правление халифа аль-Хакима (996—1020 гг.) в Египте было неоднозначным для еврейской общины. Шломо Гойтейн, исследователь жизни евреев в исламских странах в средние века, писал, что в начале своего правления египетские евреи восславляли аль-Хакима как «князя справедливости и мудрости». В его честь была даже написана «Мегила» (Свиток) или хвалебная ода, превозносившая халифа «до небес». В «Мегиле» было отмечено, что в самом начале января 1012 г. халиф лично спас двести евреев от рук фанатиков. Однако, с 1012 года все изменилось, халиф стал притеснять евреев: «… Не только в Старом Каире и Александрии, но и во всех частях империи, в Палестине и Сирии также, как и в Триполи, в средиземноморских портах на северном сирийском побережье, синагоги, новые и старые, были разрушены. В новой части самого Каира в пасхальную ночь по приказу халифа сожгли дотла еврейский квартал со всеми обитателями.» В результате этого многие евреи были вынуждены эмигрировать в другие страны. Когда через 7 лет христианам и евреям вдруг было позволено вернуться, то прошло много лет, пока все удалось восстановить. Гойтейн называл правление аль-Хакима одной «из самых чёрных страниц средневековой истории».
В 1141 году Александрию посетил еврейский поэт и философ Иегуда Галеви, а около 1160 г. раввин Вениамин Тудельский. Как следует из оставленного Вениамином описания своего странствия, по пути он останавливался в еврейских общинах Египта, выяснял их численность, записывал имена раввинов. К тому времени в Александрии оставалось всего 3000 евреев, 2000 в Каире (где главой общины был р. Пинхас бен Мешулам из Франции), 700 в Дамире, 300 в Бильбейсе, 200 в Дамиетте и 20 семей в Файюме.
Войны Саладина с крестоносцами (1169-93 гг.) не отразились на египетских евреях. Некоторые евреи занимали важные должности при дворе Саладина, так например, среди лекарей Саладина был караим Абу аль-Байян аль-Мудавар и Абу аль-Маали (шурин Маймонида). Середина XII века ознаменовывается с началом новой волны преследований в Европе, будучи изгнанными, многие еврейские беженцы из Европы находят убежище в Египте. Среди них был и выдающийся еврейский философ, раввин и врач Рабби Моше бен Маймон (Маймонид) (1135—1204 гг.), который в 1168 г. вместе с семьёй поселился в Фустате, где вскоре, стал главой еврейской общины Египта (нагидом), а заодно и семейным лекарем Саладина и его визиря.
Вторая половина XII — начало XIII веков считается временем расцвета «Еврейского Ренессанса» на Востоке, особенно в Египте. В эту эпоху были созданы главные тексты еврейской философии. Так, например, в египетском Фустате Маймонид создал свои основные труды, «Мишне Тора» и «Море Невухим». Хотя Маймонид и прожил долгое время в Египте, он всё-таки считал, что Тора запрещает евреям жить в Египте, и нахождение там оправдывает лишь необходимость. Маймонид вёл переписку с евреями Северной Африки, Йемена, и других стран, что указывает на тесные связи между еврейскими общинами в различных мусульманских странах. Труды Маймонида, как и труды других египетских евреев, оказали огромное влияние на еврейскую философию и теологию в средневековом мире.

### Евреи Египта приМамлюках(1250—1517)
В период правления Фатимидов (969—1170 гг), а позднее при Айюбидах (1171—1250 гг) положение евреев было относительно неплохим. Однако с приходом к власти мамлюков в 1250 году в Египет, положение евреев стало ухудшаться. В 1301 г. мамлюки приказали евреям носить жёлтые тюрбаны, христианам — синие, а самаритянам — красные. Стали учащаться случаи нападения на немусульман на улицах Каира. Экономика пришла в упадок, что отрицательно отразилось на еврейской общине. Хотя относительная автономия еврейской общины продолжала существовать, так например нагид продолжал руководить жизнью общины.

### Евреи Египта в периодОсманскоговладычества (1517—1914)
В 1517 году Османский султан Селим I захватил Каир, ознаменовав тем самым начало 400-летнего правления турок в Египте. С приходом к власти, Селим I снял ограничения с евреев, наложенные на них мамлюками и разрешил им свободное отправление религиозного культа. Такая политика религиозной терпимости открыла перед евреями также широкие экономические возможности и позволила им занять ключевые позиции в финансовой администрации Египта.
Однако, иногда, египетские евреи становились участниками и жертвами дворцовых интриг. В 1523 году Османский султан Сулейман I назначил своим представителем в Египте, Ахмада-пашу из мамлюков. Однако, одиозный паша, вскоре устроил переворот и провозгласил себя султаном Египта. По случаю этого события, Ахмад-паша приказал арендатору монетного двора еврею Аврааму де Кастро чеканить новые монеты с его именем. Но де Кастро тайно убежал в Стамбул и доложил обо всем Сулейману I.
Узнав об измене, Ахмед-паша выместил свой гнев на родственниках беглеца, взяв их в заложники и бросив в темницу, он потребовал у евреев громадный выкуп. Таких денег у общины не было, но к их счастью, Ахмед-паша вскоре был свергнут своими же приближёнными, и заложники были освобождены. День «чудесного спасения» каирских евреев 6 марта 1524 года много лет отмечался еврейской общиной как «Каирский Пурим» (Пурим Мицраим).
В Египте, как и в Малой Азии, нашли убежище многочисленные сефарды, изгнанные из Испании и Португалии. Они оказали огромное влияние на культурную и религиозную жизнь принявших их еврейских общин всего региона, большинство из которых полностью переняли сефардские обычаи. Итальянские евреи, чьи предки также были, в основном, сефардами, стали массово прибывать в Египет в XVIII—XIX веках. В конце XIX — начале XX веков к ним присоединились и сирийские евреи из Алеппо.
В конце XIX — начале XX веков, в Египте проживало около 100 000 евреев (включая несколько тысяч караимов). Большинство из них говорили на еврейско-египетском диалекте арабского, но часть сефардов и испанских караимов продолжали также говорить на ладино. Образованные слои общества также владели английским и французским. Несмотря на религиозные разногласия и запрет смешанных браков, отношения между евреями и караимами были добрососедскими: в отличие от своих крымских и восточноевропейских единоверцев, египетские караимы продолжали считать себя частью еврейского народа.

### Евреи Египта (1914—1948)
После падения Османской империи, в начале XX века евреи Турции, Греции, Ливана, Сирии устремились в Египет в поисках убежища и рабочих мест. В их числе были и «новые эмигранты», ашкеназы, которые эмигрировали в Египет в результате участившихся погромов на территории Российской империи. Часть из них не сумели обосноваться в Палестине, для других Египет был остановкой по дороге туда. Они поселились, в основном, в Каирском квартале Дарб аль-Барабира. Другим фактором, привлекающим еврейских переселенцев, стало увеличение торговых возможностей, возникших с открытием Суэцкого канала в 1869 году.
Король Египта Фуад I (1868—1936) защищал еврейскую общину в Египте. Он позволил деятельность сионистских организаций, еврейских юношеских спортивных групп, еврейские школы функционировали свободно. Его сын, король Фарук I (1936—1952) продолжил политику своего отца. Однако, евреям не разрешалось участвовать в выборах и служить в государственных органах. Евреи родившиеся в Египте не получали автоматически египетское гражданство, им предписывалось получить гражданство одного из родителей.
Начиная с XIX века многие египетские евреи стремились получить гражданство какой-либо европейской страны, поскольку в этом случае они пользовались экстерриториальностью по условиям режима османских капитуляций: они были неподсудны местным властям; последние не могли конфисковать их собственность или наложить повинности. В 1897 году, согласно одному из источников, 12 507 из 25 200 египетских евреев числились иностранными подданными. В 1917 иностранными подданными в еврейской общине Египта числились 34 601 человек из 59 581, а в 1927 31 230 из 63 550. В 1937 египетское правительство аннулировало условия османских капитуляций, что отразилось крайне отрицательно на всех негражданах, особенно на евреях.
По закону, принятому в 1947 году, не менее 75 % служащих компаний должны были являться египетскими гражданами. Этот закон особенно больно ударил по евреям, так как только 20 % имели египетское гражданство. Тот же закон запрещал не-гражданам владеть контрольным пакетом акций.
В середине 1940-х гг., на пике своего расцвета, еврейская община в Египте достигла 100 000 человек.

#### Евреи Египта в период британского протектората (1914—1922)
Великобритания и Франция установили контроль над Египтом в ходе боевых действий в 1882 году, предпринятых чтобы не допустить национализации Суэцкого канала. Официально британский протекторат был признан в 1914 году. Во время Первой мировой войны Египет продолжали прибывать еврейские беженцы из Европы, для многих из которых это был перевалочный пункт по пути в Палестину. Их число увеличилось после введения британскими властями квоты на еврейскую иммиграцию в Палестину в 1922, т. н. Белой книги.

#### Евреи Египта после провозглашения независимости (1922—1948)

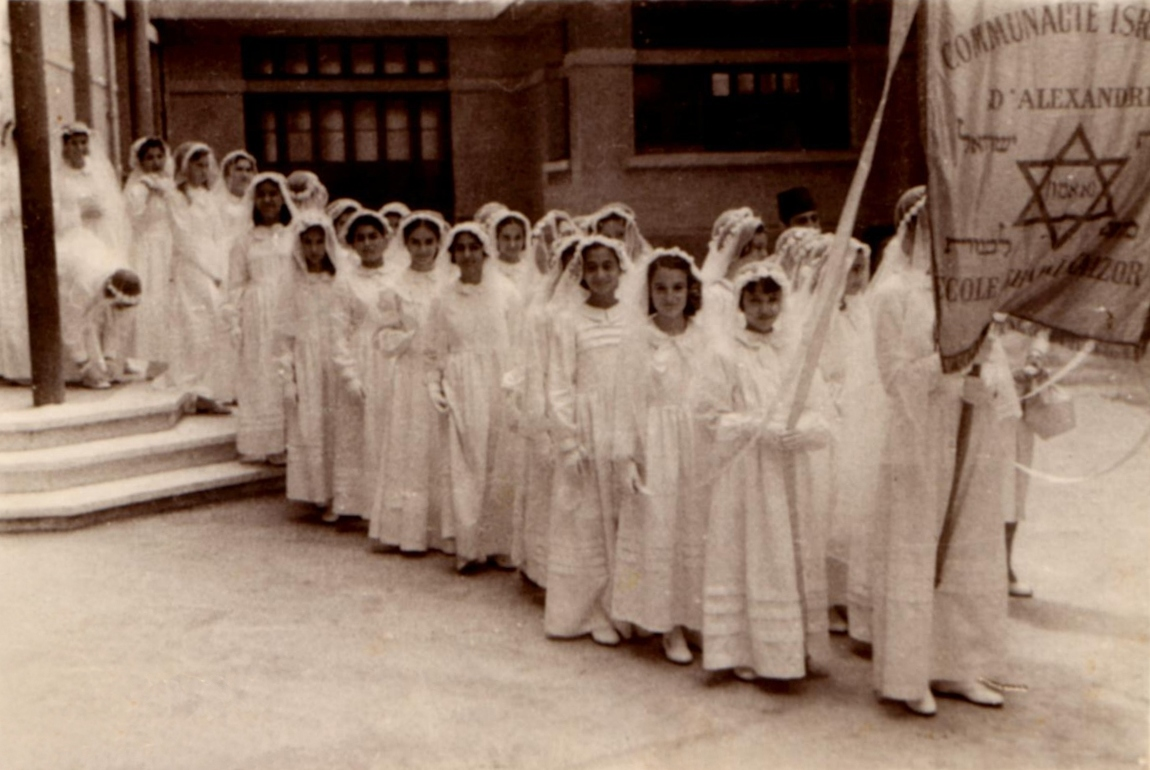
Александрийские еврейские девочки во время бат-мицвы. Александрия.

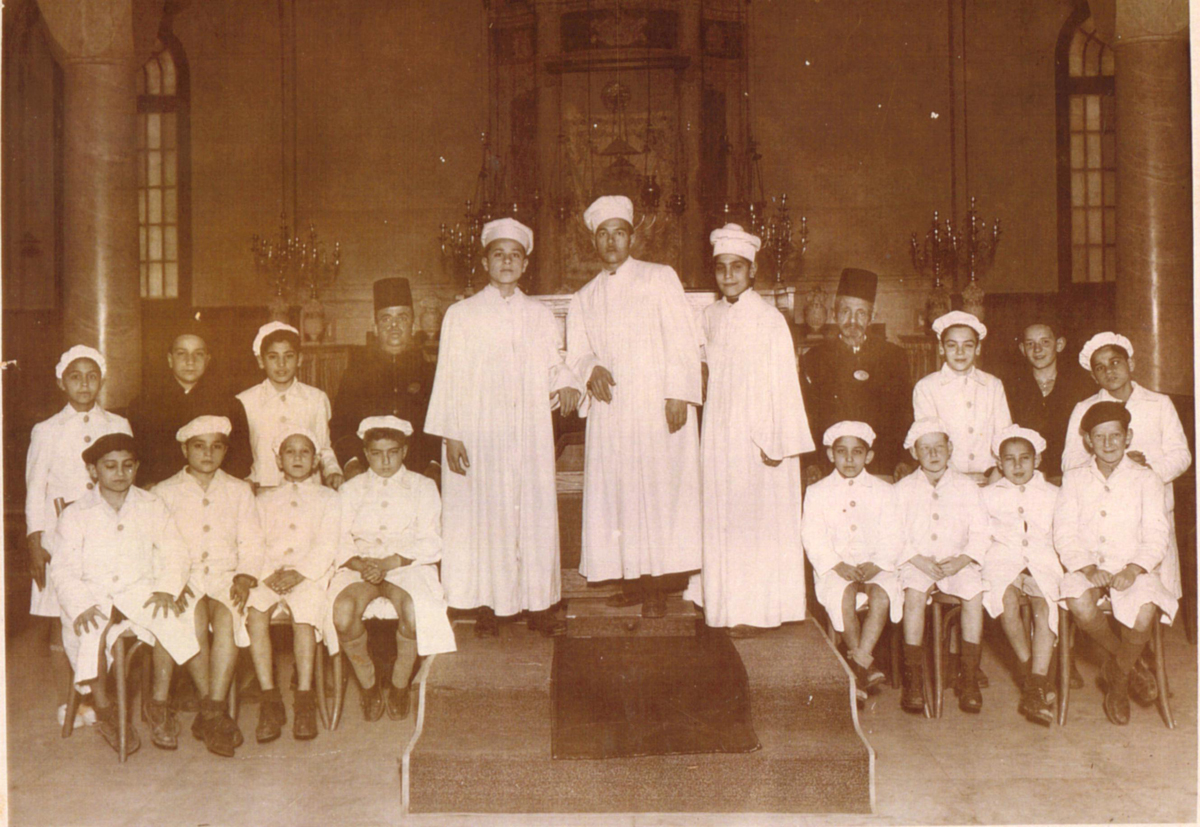
Александрийский еврейский хор раввина Моше Кохена в синагоге «Самуель Менаше».

В том же 1922 году Египет добился независимости от Великобритании. Египетские евреи принимали активное участие в движении за независимость. Их роль в экономике страны была по-прежнему велика.
Среди евреев было множество патриотов Египта. В 1935 году Рене Катауи, лидер каирской сефардской общины и противник сионизма, приветствовал создание «Ассоциации египетской еврейской молодёжи» под лозунгом «Египет наша родина, арабский — наш язык». В 1943 Катауи направил во «Всемирный еврейский конгресс» доклад о неспособности Палестины вместить еврейских беженцев из Европы. Даже среди просионистски настроенных евреев поддержка независимости Египта была высока. Караимский учёный Мурад бен Фараг (1866—1956), один из соавторов египетской конституции 1923 года, защищал право евреев на своё государство в изданной в том же году на арабском языке книге «аль-Кудсият».
Анри Куриэль, египетский еврей, основал «Движения за освобождение Египта» ('The Egyptian Movement for National Liberation') в 1943, а в 1947 возглавил Коммунистическую партию Египта. Он же сыграл важную роль в установлении ранних контактов между Израилем и Организацией Освобождения Палестины (ООП). Среди лидеров национального движения, боровшегося с британской оккупацией, был также Якуб Сану. В изгнании он редактировал один из первых арабоязычных журналов, «Абу Надара Азра».
Столкновения между евреями и арабами в Палестине 1936—1939 годов, одновременно с усилением нацистской Германии, привели к росту антисемитизма в египетском обществе. Погромы стали частым явлением с 1942 года. Страсти накалялись также в связи с предстоящим разделом Палестины и подстрекательством в прессе.
Около 90 % правительственных чиновников и интеллектуалов Египта сочувствовали Германии во время Второй мировой войны. То был результат антибританских настроений, массированной нацистской пропаганды, деятельности немецкой агентуры, и тесного экономического партнёрства Египта с Германией в 30-х — начале 40-х годов.
После окончания Второй мировой войны Египет предоставил убежище тысячам разыскиваемых нацистских преступников. Активное содействие их переправке на Ближний Восток оказывали живший в Каире иерусалимский муфтий Хадж Амин аль-Хусейни и легендарный диверсант Третьего Рейха Отто Скорцени. Сам же он в 1952-53 годах участвовал в создании египетских спецслужб и готовил коммандос армейской разведки, действовавшие на Синайском полуострове и в секторе Газа.
2 декабря 1947 года, непосредственно после принятия ООН решения о разделе Палестины, улем, ведущий учёный богослов университета Аль-Азхар в Каире (возможно, наиболее авторитетного в мире мусульман-суннитов), объявил «всемирный джихад в защиту арабской Палестины».
В начале декабря 1947 года начались погромы в Адене (Южный Йемен), Алеппо (Сирия), серия нападений на евреев прошла в Каире и Дамаске. Погромщики скандировали «Смерть евреям!». В большинстве случаях власти не смогли обуздать их, в результате десятки евреев были убиты и сотни домов сожжены.
Согласно египетской переписи 1947 года, около 65 600 евреев проживало в Египте, 64 % в Каире, а 32 % в Александрии, 4 % проживало в мелких населённых пунктах. Таким образом египетская еврейская община являлась наиболее урбанизированной среди всех стран Африки и Азии. В 1947 году 59 % евреев были торговцами, остальные работали в промышленности (18 %), и в государственной администрации и общественных службах (11 %).
Среди египетских евреев было несколько мультимиллионеров, что являлось феноменом среди любых других восточных еврейских общин на Ближнем Востоке.

### Евреи Египта после Войны за независимость Израиля (1948—1956)
[[Файл:Haim Nahum & Muhammad Naguib.jpg|thumb|right|200px|Президент Египта Нагиб и главный раввин Египта Хаим Нахум Эффенди в синагоге «Шаар Ха Шамаиим» в Каире. 1953 г.]
Оценка истории евреев в Египте после 1948 г. довольно противоречивая.
14 мая 1948 года Израиль провозгласил независимость. На следующий день, одновременно с вступлением Египта и шести других арабских стран в войну против Израиля, был издан направленный против евреев королевский декрет, запрещающий им покидать страну без особого разрешения.
После июльской революции в Египте, свергнувшей монархию, египетские евреи продолжали жить без особых трудностей и без вмешательства со стороны властей. Военное правительство, под руководством Нагиба, подтвердило свою политику по защите жизней и имущества всех граждан, включая меньшинства, невзирая на религиозную принадлежность.
В 1953 году шейх Эль-Бакри, министр по делам религий, публично назвал евреев «свиньями». Президент Нагиб, приказал ему извиниться перед Главным раввином Египта, Хаимом Нахумом Эффенди. Министр намеревался это сделать по телефону, однако Нагиб настоял, чтобы извинения были принесены публично и лично. В ноябре 1954 года Нахум Хаим заявил, что египетские евреи не подвергаются дискриминации: «В моем полномочии как духовного лидера еврейской общины, и в полном согласии с членами совета общины, моим долгом является заявить, что не существует дискриминации по отношению к нашим общинам». При этом, ряд источников считают, что в условиях, когда после решения ООН о разделе Палестины на арабское и еврейское государства в 1947 году и в течение последующих лет многие египетские евреи были арестованы и интернированы по обвинению в сионистской деятельности, еврейские предприятия были реквизированы, банковские счета заморожены, а выездные визы могли быть получены только по разрешению специального государственного агентства по делам евреев, раввин Нахум Хаим пытался свести к минимуму ущерб для своей общины. Он был очень осторожен в своих высказываниях, чтобы не высказать оппозицию к властям, опасаясь, что вся община может пострадать из-за его слов или действий. Он несколько раз удовлетворял просьбу властей выступить с заявлением, осуждающими сионистов, но старался сделать их короткими и туманными, насколько это было возможно. Но когда во время войны Израиля за независимость ему было предложено обеспечить чтение во всех синагогах Египта молитв за победу египетских войск, он отказался это сделать.
Погромы и нападения на евреев стали повседневным явлением в большинстве арабских стран, включая Египет. От взрывов бомб, заложенных в еврейских районах только между июнем и ноябрём 1948 года, погибли 70 евреев, и около 200 были ранены. Гораздо больше убитых было в погромах и уличных беспорядках.
Как отмечала германская газета Die Welt за 28 декабря 1958 года, «Каир приобрел славу Эльдорадо для беглых нацистов». Они выступали советниками по реорганизации секретных спецслужб, ВВС, танковых войск, армейских коммандос. Некоторые нацисты, приняв ислам и взяв себе арабские имена, занимали руководящие должности в органах разведки и контрразведки, специализируясь на Израиле. Например, созданием современной египетской тайной полиции занимался экс-начальник гестапо в Варшаве Леопольд Глейм (Наем аль-Нахер). Многие из этих нацистских преступников принимали участие в массовом уничтожении еврейского населения, военнопленных и партизан на оккупированной территории СССР. Так, Ойген Айхенбергер, Эрих Алтен, Вилли Бернер командовали подразделениями СС на оккупированных территориях России и Украины, а в Египте работали инструкторами по подготовке отрядов палестинских диверсантов.
Отделом пропаганды службы госбезопасности руководил Хусса Налисман — бывший обергруппенфюрер СС Мозер. Тайную государственную полицию Египта возглавил Хамид Сулейман — бывший шеф гестапо в Ульме группенфюрер СС Генрих Зельман. Бывший офицер войск СС Тифенбахер занялся подготовкой каирской полиции. Координатором всей египетской пропаганды против Израиля стал перебравшийся в Египет из Аргентины бывший сподвижник Геббельса Иоганн фон Леерс — патологический юдофоб, редактор нацистского журнала и автор книги «Евреи среди нас» (1935). Ради продолжения войны с евреями Леерс принял ислам (1956). В качестве советника министерства национального руководства Египта, он много работал по насаждению на арабском Востоке идей нацизма. Ближайшим коллегой Леерса был секретарь Исламского конгресса Салаб Гафа — бывший член НСДАП Ганс Апплер. «New York Times Magazine» сообщал 27 июля 1958 года: «Египетские пропагандисты с помощью нескольких германских специалистов, уцелевших после краха нацизма, превратили каирское радио в необычайно мощное орудие нацистской пропаганды, направленное против Израиля».
Тем временем, росла напряжённость между Египтом и Израилем. 1 сентября 1951 года Совет Безопасности ООН обязал Египет открыть Суэцкий канал для израильского судоходства. Египет отказался выполнить это указание. Тайные переговоры, которые велись королём Фаруком до его свержения в 1952, как и план мирного урегулирования, разработанный Великобританией и США в 1955, не увенчались успехом.
После провала израильской агентуры в ходе операции «Сусанна» в 1954 году, недоверие к остававшимся в Египте евреям возросло. Цель операции заключалась в том, чтобы с помощью подпольной сети, состоящей из завербованных Израилем египетских евреев устроить в Каире и Александрии серию террористических актов против американских и английских учреждений, таким способом, чтобы подозрения легли на исламистскую группу «Братья-мусульмане», коммунистов или другие националистические группировки. Этим самым, Израиль надеялся сорвать переговоры Египта с Великобританией о выводе британских войск из зоны Суэцкого канала. Уход англичан из стратегической зоны, был не в интересах военной безопасности Израиля, так как это ставило Израиль под прямую угрозу со стороны Египта.
Операция была пресечена египетскими спецслужбами, организаторы теракта арестованы, преданы египетскому суду и осуждены. В допросах и пытках заключённых принимали участие немецкие советники, включая уже упомянутого Леопольда Глейма Судебные слушания были открыты 11 декабря 1954 года и продолжались до 3 января 1955 года. Несмотря на то, что ни один человек не пострадал от терактов, двое из подпольщиков (доктор Мусса Марзук и Шмуэль Аззар) были приговорены к повешению. Ещё двое покончили жизнь самоубийством. Остальные, просидев много лет в египетской тюрьме, были обменены на египетских военнопленных в 1968 году и переехали в Израиль. В своей заключительной речи египетский прокурор Фуад аль-Дигви сказал: «Египетские евреи живут среди нас и являются сынами Египта. Египет не делает различия между своими сынами, будь они мусульмане, христиане или евреи. Так случилось, что обвиняемые являются евреями живущими в Египте, но судим мы их, потому что они совершили преступление против Египта, хотя они сыны Египта.»

### Евреи Египта послеСуэцкого кризиса(1956)
В июле 1956 года президент Египта Абдель Насер объявил о национализации Суэцкого канала для нужд национальной экономики. На секретной встрече, состоявшейся между Великобританией, Францией и Израилем, в Севре, в пригороде Парижа, в октябре 1956 года, был разработан план нападения на Египет. Было принято решение, что первым военные действия против Египта начнет Израиль, что будет служить формальным поводом для Великобритании и Франции вступить в войну. 29 октября 1956 года в рамках операции «Кадеш» израильские войска вторглись на территорию сектора Газа (находившегося с 1949 года под управлением Египта) и Синайского полуострова. На следующий день британская и французская палубная авиация уничтожила на земле значительную часть египетских самолётов и парализовала действия ВВС Египта и его военный флот. Однако, под сильнейшим нажимом со стороны ООН и СССР, нападавшие страны были вынуждены вывести свои войска из Египта.
Суэцкий конфликт моментально отразился на положение евреев в Египте. После начала конфликта, правительство Египта объявило всех египетских евреев «сионистами» и «врагами государства» и пообещало их в ближайшее время изгнать. Около половины из остававшихся 50 000 евреев покинули Египет, их имущество было конфисковано. Около тысячи евреев было арестовано.

### Евреи Египта послеШестидневной войны(1967)
Конфискация имущества продолжалась и после Шестидневной войны 1967 года. Все еврейские мужчины в возрасте от 17 до 60 лет были немедленно изгнаны, либо интернированы на три года.
По данным переписи 1947 г., в Египте проживало 65 тыс. евреев (из них 64 % в Каире и 32 % в Александрии). В следующие несколько десятилетий большинство евреев выехало в Израиль (35 тыс.), Бразилию (15 тыс.), Францию (10 тыс.), США (9 тыс.) и Аргентину (9 тыс.). В 2000 г. еврейское население Египта составляло около ста человек, включая пятнадцать караимов. Все члены общины — очень пожилые люди. Последняя еврейская свадьба в Египте состоялась в 1984 году.
На апрель 2013 года в Египте проживает 199 евреев.
После 2000 года в Египте усилились антисемитские тенденции. В частности, публикуются материалы, которые доказывают правдивость кровавых наветов, посвящённые отрицанию Холокоста и другие. С 2002 года пользовался популярностью египетский телесериал «Всадник без лошади», созданный на основании «Протоколов сионских мудрецов».
5 июня 2010 года Верховный административный суд Египта подтвердил судебное решение о лишении египетского гражданства лиц, женатых на гражданках Израиля.
К началу 2014 года египетская еврейская община насчитывает около 40 человек.

## Исторические, культурные и религиозные ценности
В III—II веках до н. э. в Александрии создается Септуагинта — собрание переводов Торы, одной четвёртой части Ветхого Завета на древнегреческий язык которая является косвенным источником знаний об оригинальном содержании Торы.
Еврейское кладбище «Бассатин», является вторым самым старым еврейским кладбищем в мире после кладбища на Масличной горе (Елеонской Горе) в Иерусалиме. «Бассатин» был основан в 868—884 гг. по приказу Султана Ахмеда Ибн Тулуна, основателя Тулунской династии в Египте. В настоящее время, усилиями еврейских диаспор в Марокко и США в сотрудничестве с египетскими властями ведется реконструкция кладбища.
13 мая 1896 года, исследователь Соломон Шехтер, в генизе (хранилище) самой старинной синагоги мира «Бен-Эзра» (350 г. до н. э.), расположенной в Фустате, обнаружил крупнейший архив средневекового еврейства. Найденные рукописи, охватывают более тысячелетия (с конца IX по конец XIX в.). Письмена составлены еврейским письмом на арабском, древнееврейском, арамейском, идише и некоторых других языках. Этот архив, получивший название «Каирская гениза» является культурным достоянием и ценным архивом еврейской истории. Изучение Каирской генизы стало делом жизни востоковеда Шломо Гойтейна.
27 апреля 1925 года, в Каире был заложен первый камень в основание Еврейского госпиталя, который строился на деньги короля Египта Мусы Чата Паши и пожертвований от благотворительных еврейских организаций.
Согласно египетским евреям, просветительская политика египетского правительства всегда оставляла еврейские исторические, культурные и религиозные ценности под контролем еврейского сообщества, что повлияло на то, что многие объекты еврейского наследия сохранились до наших дней. В 2007 году, правительство Египта заявило, что будет продолжать сохранять еврейское наследие в Египте, в частности предусматривается реставрация иешивы и синагоги Маймонида.